# Santuario della Madonna del Giuncheto
Il santuario della Madonna del Giuncheto è una chiesa di Arezzo che si trova in località San Polo.

## Storia e descrizione
Costruito come piccola chiesetta all'inizio del Cinquecento e trasformato tra la fine del XVI e l'inizio del XVII secolo, il santuario è sorto sul luogo di un'apparizione della Madonna ad una giovane fanciulla di nome Camilla di Antonio della Valle. La facciata si presenta in forme rinascimentali. 
L'interno ad unica navata è caratterizzato dal bicromismo dell'intonaco e della pietra serena. Seicenteschi sono gli altari laterali, qui trasportati insieme alle tele all'inizio del Novecento dalla Basilica di San Francesco. In uno di essi è una tela con le Stimmate di San Francesco di Giuseppe Santini (figlio di Bernardino). La seicentesca Crocifissione dell'altare sinistro è invece di Giacinto Brandi.
In una nicchia è conservata la Madonna col Bambino attribuita alla scuola di Andrea Sansovino che è stata risistemata nel marzo 2014.